# Condado de Yeongwol
El condado de Yeongwol es uno de los once condados de la provincia de Gangwon, Corea del Sur. En septiembre de 2018 tenía una población estimada de 39.916 habitantes y una densidad de población de 35 personas por km². Su área total es de 1.127,45 km².

## Administración
Yeongwol se divide en 7 municipios (myeon) y 2 villas (eup).

## Demografía
Según los datos del censo coreano, esta es la población de Yeongwol en los últimos años.
| 1997   | 2002   | 2007   | 2012   | 2017   |
| ------ | ------ | ------ | ------ | ------ |
| 50.529 | 45.339 | 40.595 | 40.439 | 40.327 |